# Gaston Browne

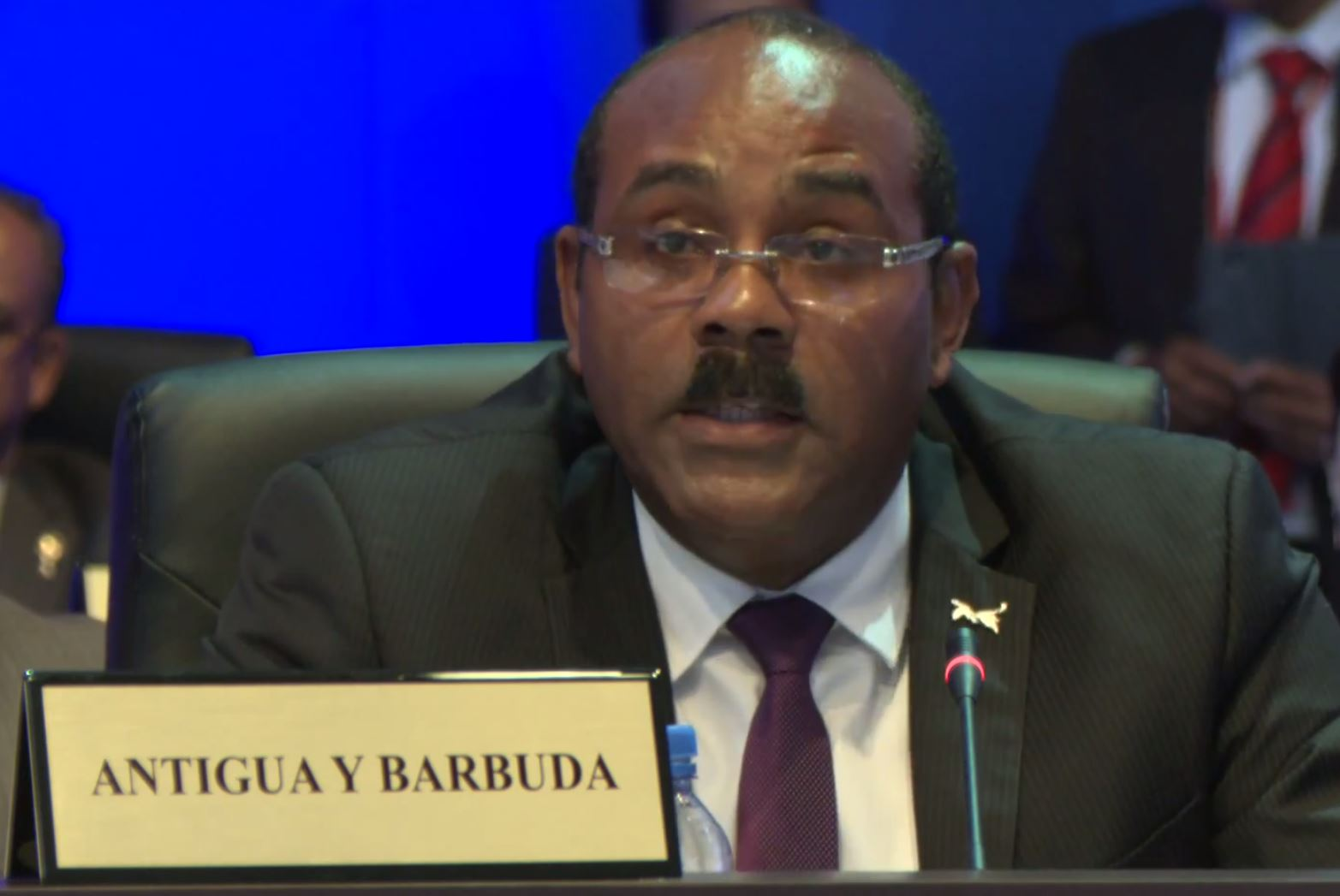
Gaston Browne (2015)

Gaston Browne (Potter's Village, 9 februari 1967) is sinds 2014 de premier van Antigua en Barbuda.
Browne studeerde in het Verenigd Koninkrijk aan het City Banking College en behaalde een MBA in Finance aan de University of Manchester. Hij startte als kaderlid en werd manager in de Swiss American Banking Group in Antigua. In 1999 engageerde hij zich ook politiek en werd verkozen als volksvertegenwoordiger voor de Antigua Labour Party. In zijn eerste termijn werd hij reeds Minister of Planning, Trade, Industry, Commerce and Public Service Affairs in de regering van Lester Bird.
In 2004 belandde zijn partij, de ALP, in de oppositie. Baldwin Spencer van de United Progressive Party behaalde de meerderheid en werd premier. In 2012 werd Browne verkozen tot partijvoorzitter en organiseerde hij de verkiezingscampagne voor de verkiezingen van 2014.
Hij werd minister-president op 13 juni 2014, toen de Antigua Labour Party, die hij sinds 2012 leidde als oppositiepartij, de verkiezingen won en daarbij 14 van de 17 zetels van het parlement binnenhaalde.
Brown is sinds 2013 gehuwd met Maria Bird, nicht van zijn voormalige premier en partijvoorzitter Lester Bird. Hij had drie kinderen uit een eerder huwelijk, en heeft samen met Bird ook een kind.